# 巴蓋爾哈德沙達爾烏帕齊拉
巴蓋爾哈德沙達爾乌帕齐拉是孟加拉国巴蓋爾哈德縣的一个乌帕齐拉，位於庫爾納专区的巴蓋爾哈德縣。。

## 人口
據1991年孟加拉國人口普查，巴蓋爾哈德沙達爾共有戶數45,527戶，人口266389人。其中男性佔比51.22%，女性佔比48.78%；成年人口129,240人。該地7歲以上人口之平均識字率為49.9%。